# Lịch sử toán học

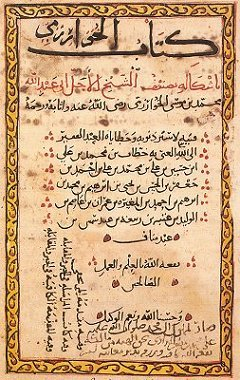
Cuốn The Compendious Book on Calculation by Completion and Balancing

Từ toán học có nghĩa là "khoa học, tri thức hoặc học tập". Ngày nay, thuật ngữ "toán học" chỉ một bộ phận cụ thể của tri thức - ngành nghiên cứu suy luận về lượng, cấu trúc, và sự thay đổi; là ngôn ngữ của vũ trụ. Lĩnh vực của ngành học về Lịch sử Toán học phần lớn là sự nghiên cứu nguồn gốc của những khám phá mới trong toán học, theo nghĩa hẹp hơn là nghiên cứu các phương pháp và ký hiệu toán học chuẩn trong quá khứ.
Trước thời kì hiện đại và sự phổ biến rộng rãi tri thức trên toàn thế giới, các ví dụ trên văn bản của các phát triển mới của toán học chỉ tỏa sáng ở những vùng, miền cụ thể. Các văn bản toán học cổ nhất từ Lưỡng Hà cổ đại (Mesopotamia) khoảng 1900 TCN (Plimpton 322), Ai Cập cổ đại khoảng 1800 TCN (Rhind Mathematical Papyrus), Vương quốc Giữa Ai Cập khoảng 1300-1200 TCN (Berlin 6619) và Ấn Độ cổ đại khoảng 800 TCN (Shulba Sutras). Tất cả các văn tự này có nhắc đến Định lý Pythagore; đây có lẽ là phát triển toán học rộng nhất và cổ nhất sau số học cổ đại và hình học.
Những cống hiến của Hy Lạp cổ đại với toán học, nhìn chung được coi là một trong những cống hiến quan trọng nhất, đã phát triển rực rỡ cả về phương pháp và chất liệu chủ đề của toán học.
Một đặc điểm đáng chú ý của lịch sử toán học cổ và trung đại là theo sau sự bùng nổ của các phát triển toán học thường là sự ngưng trệ hàng thế kỉ. Bắt đầu vào Thời kì Phục Hưng tại Ý vào thế kỉ 16, các phát triển toán học mới, tương tác với các phát hiện khoa học mới, đã được thực hiện với tốc độ ngày càng tăng, và điều này còn tiếp diễn cho tới hiện tại.

### Nguồn gốc

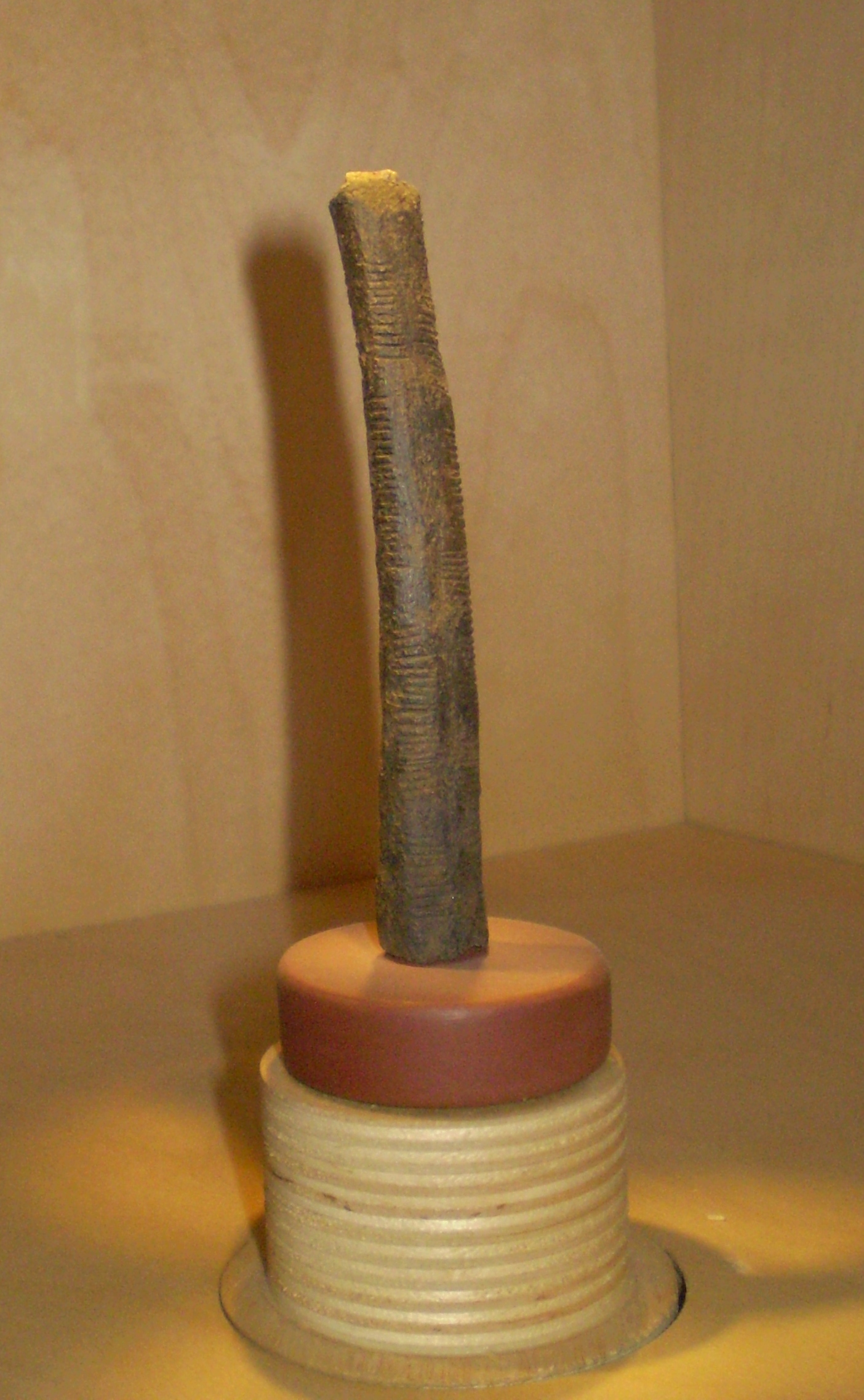
Xương Ishango.

### Toán học của người Maya

Chữ số của người Maya, có số 0

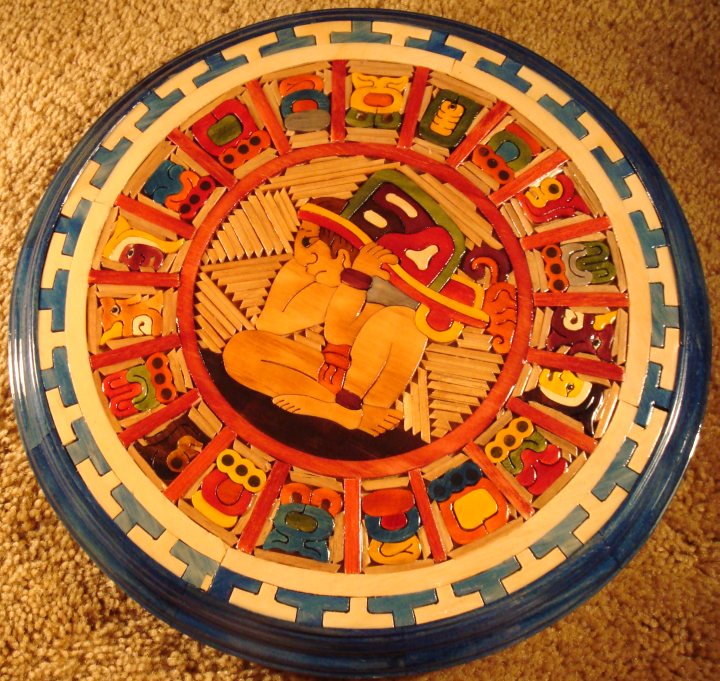
Lịch Maya

### Lưỡng Hà

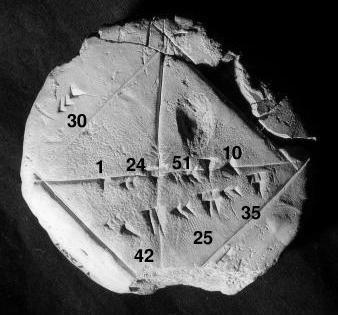
Bảng tính vạch trên đất sét YBC 7289 với chú giải chữ số hiện đại

### Ai Cập

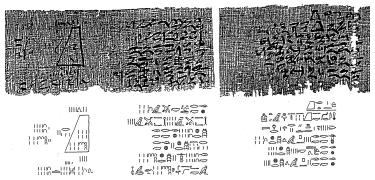
Giấy cói Moskva

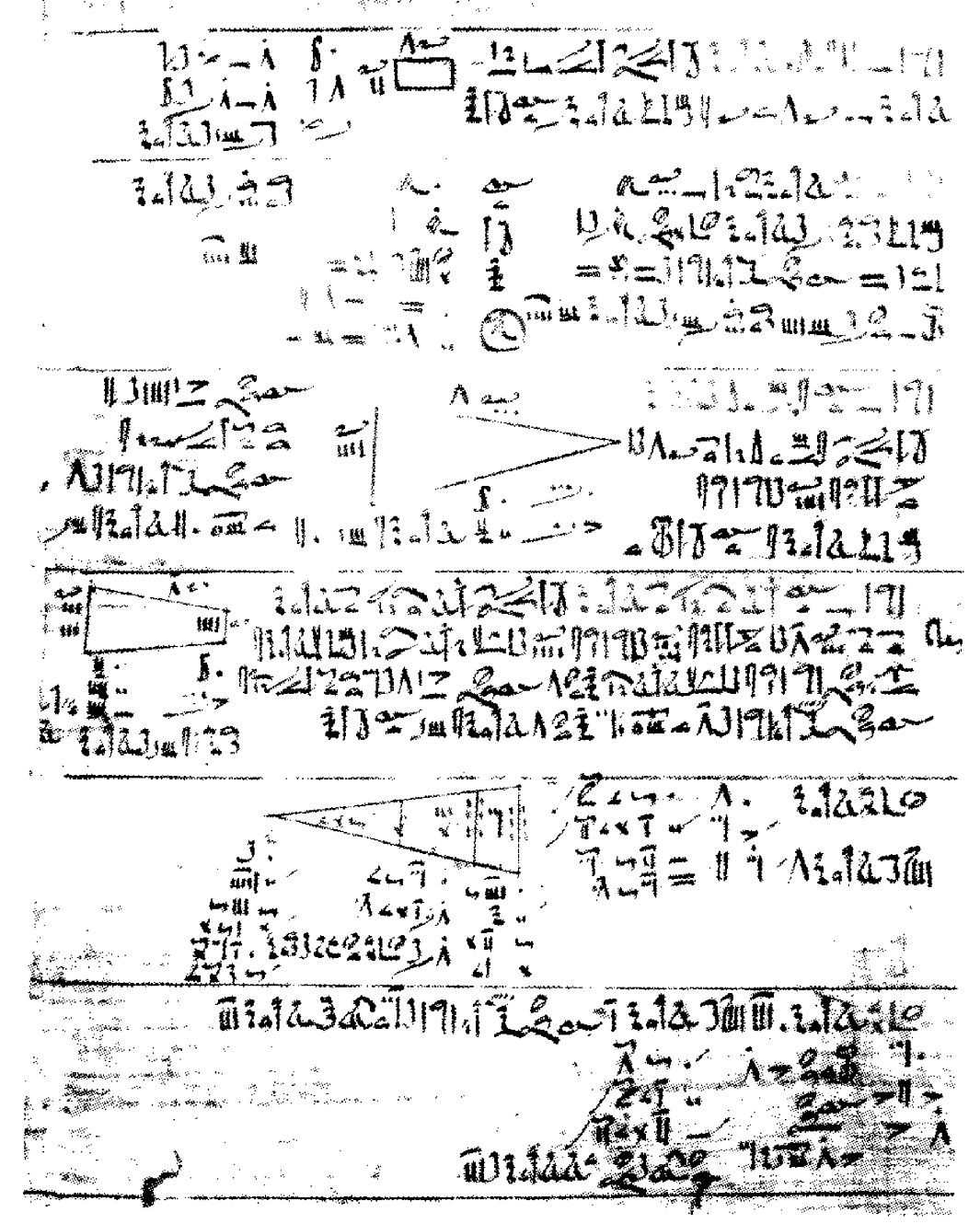
Giấy cọ Rhind

## Toán học Trung Hoa cổ đại (khoảng 1300 TCN-200 CN)

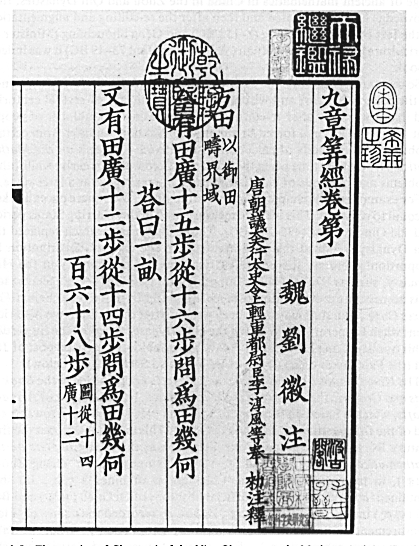
Cửu chương toán thuật

## Toán học Trung Hoa cổ điển (khoảng 400-1300)

Tam giác Pascal

## Toán học Ấn Độ cổ điển (khoảng 400-1600)

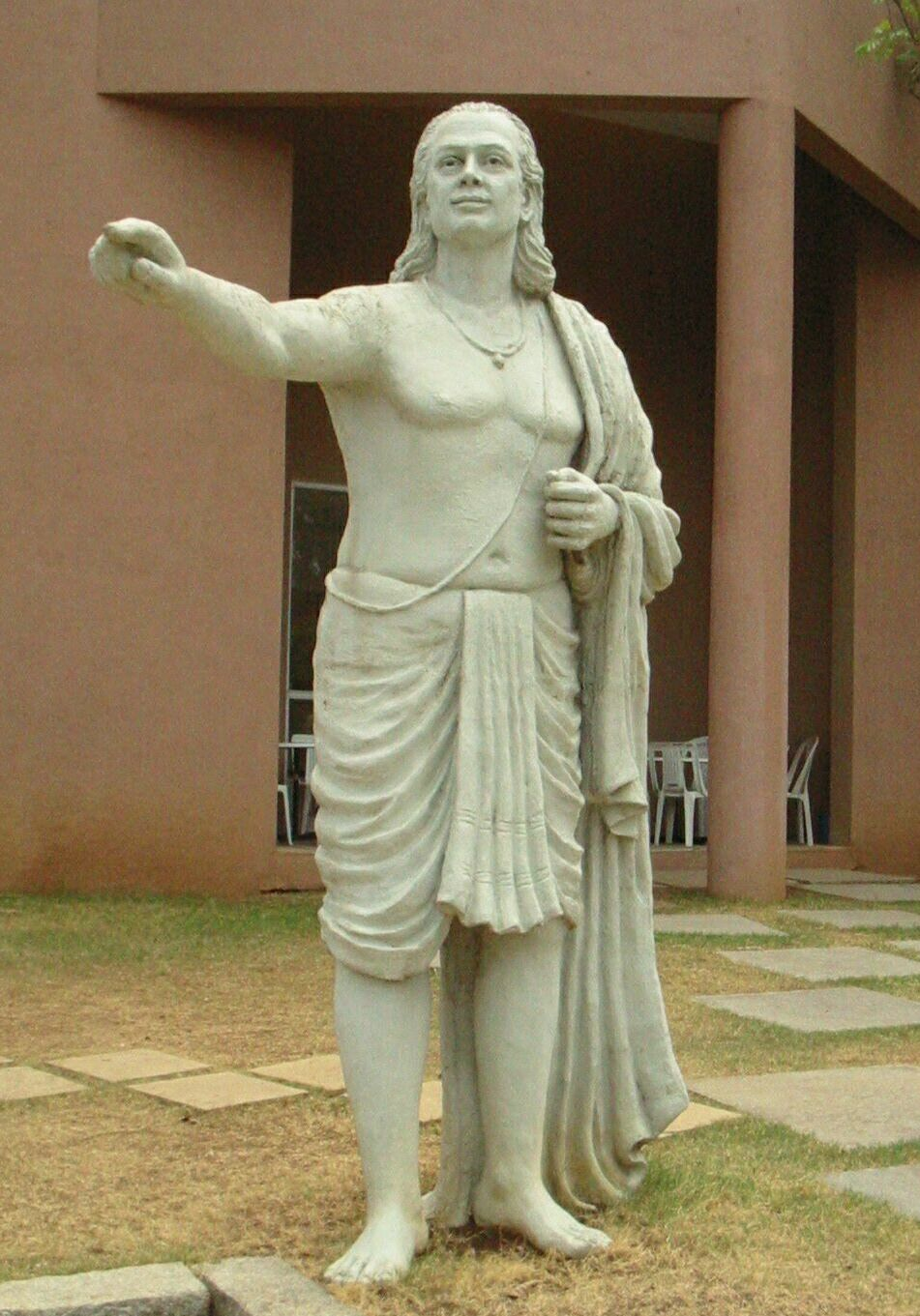
Aryabhata

Chứng minh của Brahmagupta rằng

## Toán học Ả Rập và đạo Hồi (khoảng 800-1500)

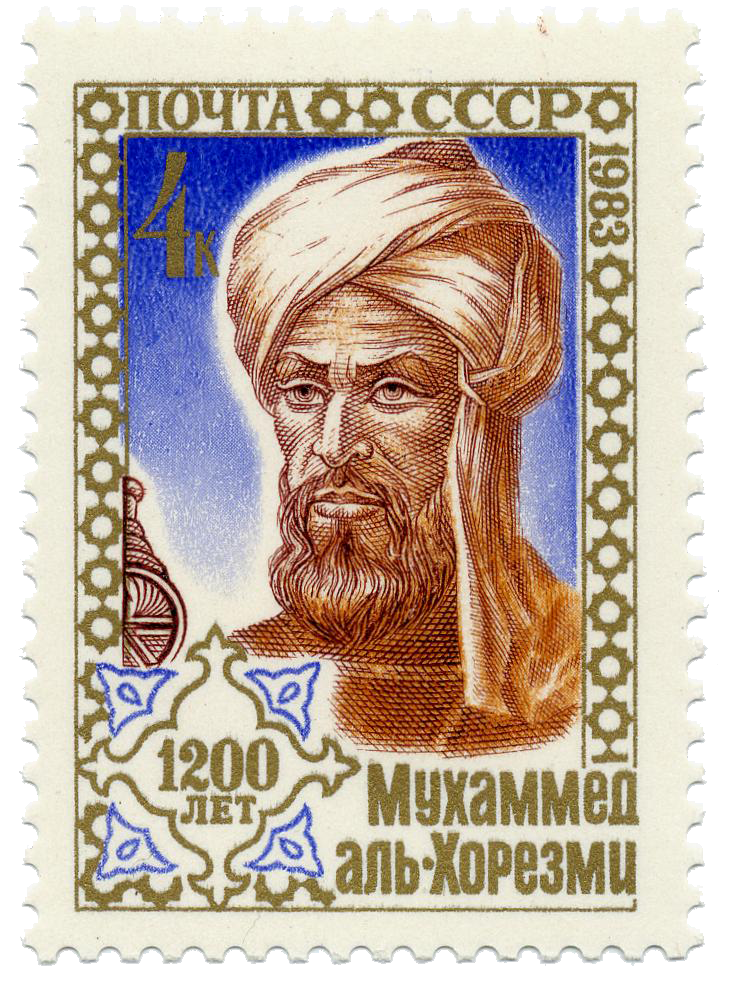
Muḥammad ibn Mūsā al-Ḵwārizmī

## Toán học thời sơ khai